# Костурска съединена чета
Костурската съединена чета e българска военна част, участвала в Балканската война през 1912 година, включваща доброволческите чети на Македоно-одринското опълчение № 4 с войвода Васил Чекаларов, № 5 на фелдфебел Иван Попов и № 6 на Христо Силянов. Четата тръгва от България с 45 души личен състав - 20 души чета в № 4, 15 в чета № 5 и 10 души в № 6, но числеността ѝ се променя по време на бойния път. Отрядите на съединената чета пленяват 2500 турски войници край Костур.

## Боен път
Четвърти, Пети и Шести партизански взвод са формирани на 18 септември 1912 година. На 7 октомври 1912 година трите взвода като една сборна чета преминават река Вардар при Градец и Удово и два дни по-късно при Петрово се съединява за кратко с четите на Алексо Джорлев, Алексо Стефанов, Дякон Евстатий, Павел Христов, Славчо Пирчев, Константин Дзеков и Коста Христов Попето, а четата достига до 150 души четници.
На 17 октомври четата се намира в Горничево, Леринско, откъдето войводата Марко Иванов заминава за Кайляри за среща с главнокомандващия гръцката армия. На 19 октомври гръцката армия и сборната чета провеждат първа съвместна акция при Кирли дервент, като след победата частите са посрещнати в Баница. На 20 октомври гръцката армия е разбита при Лерин и планираната обща акция срещу града е осуетена. Костурската чета освобождава последователно Невеска, Прекопана и Загоричани и обезоръжава околните турски села и помашкото Жервени. След това са освободени и селата Апоскеп, Дъмбени, Габреш и Косинец.
След разгрома на Пета гръцка дивизия при село Баница сборната чета на Васил Чекаларов води ариергардни сражения с турския аскер и осигурява изтеглянето на гръцките части. При общото изтегляне четата прави опит да защити селата от напредващите турци. На 29 октомври четата подпомага гръцките войски при превземането на Кайляри, а на 8 ноември разбива и пленява 600 турски войници при Писодер и Желево. Ден по-късно пленяват още 100 турски войници при Капещица, а на 13 ноември обединените чети влизат в Костур, като са тържествено посрещнати от членовете на българската община, начело с архерейския наместник Панарет. На 29 ноември гръцките части се оттеглят от областта Кореща, а съединената чета се поставя в защита на селищата там.
Костурската съединена чета е разформирована в края на месец ноември 1912 година, като четниците се включват в редовните дружини на Опълчението. Васил Чекаларов заминава на 24 ноември за Солун и София, а почти всички четници се прибират по родните си места, като тези от България и няколко костурчани се разделят между Силянов и Попов, като Силянов потегля към Дъмбени, а Попов - към Смърдеш.
На 29 ноември турците нападат и завземат Билища, а гръцката войска панически се изтегля от Капещица през Дъмбени, където в това време се намира Силянов с част от четата. Към него се присъединява Попов и заедно с набързо сформирана чета от Четирок завземат височините над Капещица, където дават отпор на турското настъпление. Новопристигналата от САЩ чета на Пандо Сидов и гръцки части впоследствие подпомагат четата и удържат турските нападения до 2 декември, когато на помощ идват две евзонски дружини, и с общи усилия отблъскват турските части.
След това сражение войводите и част от четниците се изтеглят от Костурско. Силянов минава първо през Костур, от там се среща с Попов в Кономлади, от където заедно напускат Костурско и заминават към Солун на 18 декември. Официално Костурската чета е разформирована на 20 декември 1912 година.
Войводата Христо Силянов описва бойния път на Костурската съединена чета в произведението си „От Витоша до Грамос“ (1920).

## Войници
| Чети № 4, 5 и 6 на МОО | Чети № 4, 5 и 6 на МОО             | Чети № 4, 5 и 6 на МОО | Чети № 4, 5 и 6 на МОО | Чети № 4, 5 и 6 на МОО | Чети № 4, 5 и 6 на МОО  |
| Номер                  | Име                                | Години                 | Околия                 | Селище                 | Бележка                 |
| ---------------------- | ---------------------------------- | ---------------------- | ---------------------- | ---------------------- | ----------------------- |
|                        | Васил Чекаларов                    | 37                     | Костурско              | Смърдеш                | убит на 09.07.1913      |
|                        | Иван Попов                         | 42                     | Неврокопско            | Лески                  | орден „За храброст“ ІІІ |
|                        | Христо Силянов                     | 37                     | Цариградско            | Цариград               | орден „За заслуга“ VІ   |
|                        | Андон (Антон) Наумов               | 21                     | Костурско              | Жупанища               |                         |
|                        | Апостол Томов                      | 35                     | Костурско              | Орман                  |                         |
|                        | Атанас Георгиев                    | 24                     | Костурско              | Поздивища              | бронзов медал           |
|                        | Атанас Панчаров                    | 30                     | Костурско              | Кономлади              |                         |
|                        | Васил Василев                      | 20                     | Костурско              | Жупанища               |                         |
|                        | Васил Георгиев                     | 25                     | Леринско               | Прекопана              |                         |
|                        | Васил Зисов                        | 21                     | Костурско              | Жупанища               | бронзов медал           |
|                        | Васил Изидов                       |                        | Костурско              | Жупанища               |                         |
|                        | Васил Какалов                      | 34                     | Костурско              | Дъмбени                |                         |
|                        | Васил Кушев                        | 18                     | Велешко                | Велес                  | „За храброст“ IV степен |
|                        | Георги Иванов                      | 34                     | Костурско              | Загоричани             | сребърен медал          |
|                        | Димитър Касев (Касов)              | 20                     | Леринско               | Елхово                 |                         |
|                        | Доно Стамков (Станков)             | 37                     | Костурско              | Жупанища               | бронзов медал           |
|                        | Илия Тепов                         | 28                     | Костурско              | Добролища              |                         |
|                        | Илия Толев (Тольов)                |                        | Костурско              | Добролища              |                         |
|                        | Колю Галушниски                    |                        | Костурско              | Галища                 |                         |
|                        | Кольо Костов                       | 21                     | Костурско              | Сетома                 |                         |
|                        | Коста Василев Чалмов (Чаммов)      | 30                     | Костурско              | Нестрам                |                         |
|                        | Кръстан Тодоров                    | 19                     | Софийско               | София                  |                         |
|                        | Кръсто Караскаков                  |                        | Костурско              | Въмбел                 |                         |
|                        | Кръстьо (Ставри, Ставро) Калабуров | 34                     | Костурско              | Дъмбени                |                         |
|                        | Кръстю (Кръсто) Кръстев            | 24                     | Костурско              | Смърдеш                |                         |
|                        | Манол Панайотов                    | 24                     | Костурско              | Старичани              |                         |
|                        | Мито (Митьо) Атанасов              | 22                     | Костурско              | Въмбел                 |                         |
|                        | Мито (Митьо) Николов               | 21                     | Костурско              | Жупанища               | бронзов медал           |
|                        | Наум Кръстев                       | 40                     | Костурско              | Въмбел                 |                         |
|                        | Никола Кръстев                     | 30                     | Костурско              | Смърдеш                |                         |
|                        | Никола Янакиев                     | 24                     | Костурско              | Загоричани             | сребърен медал          |
|                        | Николай Николаев                   | 19                     | Кюстенджанско          | Кюстенджа              |                         |
|                        | Павел Шкорнов (Павле Шкорлев)      | 26                     | Костурско              | Нестрам                |                         |
|                        | Павле Пенев                        | 24                     | Костурско              | Брезница               |                         |
|                        | Панайот Атанасов                   | 20                     | Костурско              | Апоскеп                |                         |
|                        | Пандо Киселинчев                   | 22                     | Костурско              | Косинец                |                         |
|                        | Сотир Николов                      | 21                     | Костурско              | Сетома                 |                         |
|                        | Сотир Савов                        | 32                     | Костурско              | Смърдеш                |                         |
|                        | Спас (Спасе) Томов                 |                        | Костурско              | Жупанища               |                         |
|                        | Спиро Сидеров (Сидов)              | 27                     | Костурско              | Загоричани             |                         |
|                        | Ставро Костадинов                  | 35                     | Костурско              | Сетома                 |                         |
|                        | Стоян Юруков                       | 25                     | Костурско              | Лабаница               | орден „За храброст“ IV  |
|                        | Тодор Николов (Колев)              | 25                     | Костурско              | Жупанища               | сребърен медал          |
|                        | Тома Янакиев Желински              | 30                     | Костурско              | Желин                  |                         |
|                        | Търпо Георгиев                     | 29                     | Костурско              | Четирок                |                         |
|                        | Търпо Шалапутов                    | 36                     | Костурско              | Жупанища               |                         |
|                        | Филип Савов                        | 36                     | Костурско              | Смърдеш                | орден „За храброст“ ІV  |
|                        | Христо Кръстев                     |                        | Костурско              | Смърдеш                |                         |
|                        | Христо Цветков                     |                        | Костурско              | Кономлади              |                         |
|                        | Шериф Яшаров                       |                        | Костурско              | Четирок                | бронзов медал           |